# Conchaspis tsinjoarivensis
Conchaspis tsinjoarivensis är en insektsart som beskrevs av Mamet 1954. Conchaspis tsinjoarivensis ingår i släktet Conchaspis och familjen Conchaspididae.
Artens utbredningsområde är Madagaskar. Inga underarter finns listade i Catalogue of Life.